# Гойфельден
Гойфельден (нім. Gäufelden) — громада в Німеччині, знаходиться в землі Баден-Вюртемберг. Підпорядковується адміністративному округу Штутгарт. Входить до складу району Беблінген.
Площа — 20,07 км2. Населення становить 9387 ос. (станом на 31 грудня 2020).

## Історія
Громада була заснована 1 липня 1971 року в результаті добровільного злиття раніше незалежних сіл Небрінген, Ошельброн і Тайльфінген. З тих пір населення збільшилось більше ніж удвічі. Ці три села стали сільськими округами ("районами") Гойфельдена. Кожен район зберіг свою Ратушу. Адміністрація громади знаходиться в Ошельброні.